# Sławięcice
Sławięcice (niem. Slawentzitz, od 1938 Ehrenforst) – część miasta oraz jedno z 16 osiedli administracyjnych miasta Kędzierzyna-Koźla. Siedziba Rady Osiedla znajduje się przy ulicy Stefana Batorego 32. Przewodniczącą Zarządu Osiedla (2023) jest Hanna Duk.
Miejscowość o dawnych, aczkolwiek krótkotrwałych, tradycjach miejskich (prawa miejskie 1246–1260). Następnie wieś i gmina jednostkowa. Od 1945 gromada (sołectwo) w zbiorowej gminie Blachownia Śląska w Polsce. W latach 1954–1959 w gromadzie Sławięcice (będąc jej siedzibą), 1959–1972 na prawach osiedla, a 1973–1975 odrębne miasto (także siedziba wiejskiej gminy Sławięcice). 30 października 1975 włączone do miasta Kędzierzyna, przemianowanego 3 listopada 1975 na Kędzierzyn-Koźle.
Sławięcice leżą nad Kłodnicą i Kanałem Gliwickim. Jest to zarazem najdalej na wschód wysunięta część Kędzierzyna-Koźla, położona vis-à-vis miasta Ujazdu w powiecie strzeleckim, (odległość około 2,5 km), podczas gdy od starówki kozielskiej dzieli je 15 km.

## Nazwa
Nazwa pochodzi od polskiego określenia oznaczającego dużą popularność oraz rozgłos – sławy. W roku 1613 śląski regionalista i historyk Mikołaj Henel z Prudnika wymienił miejscowość w swoim dziele o geografii Śląska pt. Silesiographia podając jej łacińską nazwę: Schlawenticium. Niemiecki nauczyciel Heinrich Adamy w swoim dziele o nazwach miejscowych na Śląsku wydanym w 1888 roku we Wrocławiu wymienia wcześniejszą od niemieckiej nazwę miejscowości w obecnej polskiej formie „Slawiencice” podając jej znaczenie jako „Sitz beruhmter Leute”, czyli w tłumaczeniu „Miejsce sławnych ludzi”. Niemcy fonetycznie zgermanizowali nazwę miejscowości na „Slawentzitz” w wyniku czego utraciła ona swoje pierwotne znaczenie.
Ze względu na polskie pochodzenie nazwy w okresie hitlerowskiego reżimu w latach 1936–1945 nazistowska administracja III Rzeszy zmieniła ją na nową, całkowicie niemiecką Ehrenforst.

## Historia

### Średniowiecze
W 1245 istniała już osada Sławięcice zanotowana w łacińskojęzycznym dokumencie jako Slawentzitz, która przed 1260 otrzymała prawa miejskie na prawie niemieckim. Jednak jeszcze w tym samym roku 1260 książę Władysław II opolski przeniósł prawa miejskie na rzecz pobliskiego miasta Ujazd.
10 stycznia 1289 piastowski książę Kazimierz bytomski jako pierwszy z książąt śląskich złożył w Pradze hołd lenny królowi czeskiemu Wacławowi II. Od tego czasu Sławięcice wchodziły wraz z Księstwem bytomskim w skład Korony Czeskiej. Miasteczko pozbawione praw rozwijało się, np. w latach 1316–1322 działała tu mennica, bijąca monetę na zlecenie Mieszka bytomskiego. Po raz pierwszy zamek w Sławięcicach zostaje wymieniony w treści hołdu lennego Władysława bytomskiego z 1327 roku. Zamek wraz z przyległymi wioskami zostały sprzedane przez Władysława Bolkowi II opolskiemu (1313–1358) za 2800 grzywien groszy polskich.

### Habsburgowie
W 1526 zmarł król Czech i Węgier Ludwik II Jagiellończyk, ostatni władca tych krajów z dynastii Jagiellonów. Jego następcą na tronie Czech i Węgier został arcyksiążę austriacki Ferdynand I Habsburg. Tym samym Sławięcice przeszło pod zwierzchnictwem Habsburgów.
W 1558 cesarz Ferdynand I oddał w zastaw (za pieniądze) Sławięcice Johannowi von Oppersdorffowi.
Powiat sławięcicki istniał od XVI do połowy XVIII wieku. 

### Prusy
W roku 1702 posiadłość nabył saski generał i minister pruski Heinrich Jakob Reichsgraf von Flemming, który stworzył w Sławięcicach, Kotlarni (Jakobswalde) i Blachowni wiele nowoczesnych kuźni i walcowni żelaza oraz mosiądzu.
W 1714 roku nowymi właścicielami zostali grafowie von Hoym, którzy w latach 1716–1720 wybudowali pałac z ogrodem wzorowany na Wersalu. W 1782 dobra Sławięcic przeszły w posiadanie księcia Fryderyka Hohenlohe. Wybudował on w Sławięcicach pałac z parkiem w stylu angielskim. Pałac wkrótce spłonął, odbudował go w 1827 roku Friedrich August, książę Hohenlohe-Öhringen.
Od końca XVIII w. wieś posiadała pieczęć gminną, na której przedstawiono chłopa trzymającego kosę w lewej ręce, po prawej roślinę.

### Rozbudowa gospodarki
W latach 1792–1821 wybudowano Kanał Kłodnicki, który pobudził rozwój gospodarczy okolic Koźla. Dzięki budowie Kanału Kłodnickiego i linii kolejowej z Wrocławia przez Kędzierzyn (Kandrzin) do Gliwic, Sławięcice rozwinęły się z nieznaczącej posiadłości wiejskiej, w ważną miejscowość przemysłową.
W 1817 Sławięcice uwolniły się od pańszczyzny. W 1845 uruchomiono linię kolejową Opole-Gliwice (stacja kolejowa w Kędzierzynie nazywała się wówczas Kozel-Kandrzin). Przyśpieszyło to rozwój gospodarczy całego regionu. W połowie XIX wieku ważnym ośrodkiem przemysłowym były wówczas Sławięcice i pobliska Blachownia. Po Kanale Kłodnickim kursowało rocznie ponad tysiąc statków, przewożąc głównie towary z Gliwic do manufaktury w Sławięcicach oraz do składnicy towarów żelaznych utworzonej u ujścia Kanału do Odry.
| Liczba ludności w miejscowości    | 1845  | 1855  | 1861  |
| --------------------------------- | ----- | ----- | ----- |
| Sławięcice (Slawentitz)           | 1.281 | 1.503 | 1.791 |
| Kol. Sławięcice (Col. Slawentitz) | 245   | 278   | 336   |

### Początek XX wieku
W 1910 r. Sławięcice posiadały 2441 mieszkańców, w tym 1062 mówiących językiem polskim, 146 polskim i niemieckim, 928 - językiem niemieckim. Ludność utrzymywała się z rolnictwa, rzemiosła i przemysłu. W wyborach komunalnych z listopada 1919 r. oddano 243 głosy na listę polską (na ogólną liczbę 452) zdobywając 11 z 21 mandatów. W Sławięcicach działały: Rada Robotnicza (od listopada 1918 r. do grudnia 1919 r.), Towarzystwo Śpiewacze „Wanda” (od 1920 r.), kierowane przez Stanisława Jońcę, amatorskie koło teatralne (od 1920 r.), gniazdo Polskiego Towarzystwa Gimnastycznego „Sokół” (od 1921 r.), kierowane przez Filipa Pielę, oraz komórka Polskiej Organizacji Wojskowej Górnego Śląska i jej Komenda Powiatowa (od lutego 1919 r.) z Juliuszem Malikiem na czele.
| Liczba ludności w miejscowości | 1910  | 1925  |
| ------------------------------ | ----- | ----- |
| Sławięcice (Slawentitz)        | 2.441 | 2.338 |

### Plebiscyt i III powstanie śląskie
W czasie plebiscytu w Sławięcicach utworzono dwie gminy wyborcze – w obu zwyciężyła opcja niemiecka. W gminie Slawentzitz Dorf 577 w stosunku do 239, a w Slawentzitz Kolonie 174 do 105. W obszarze dworskim Slawentzitz także zwyciężyli Niemcy – 376 do 71.

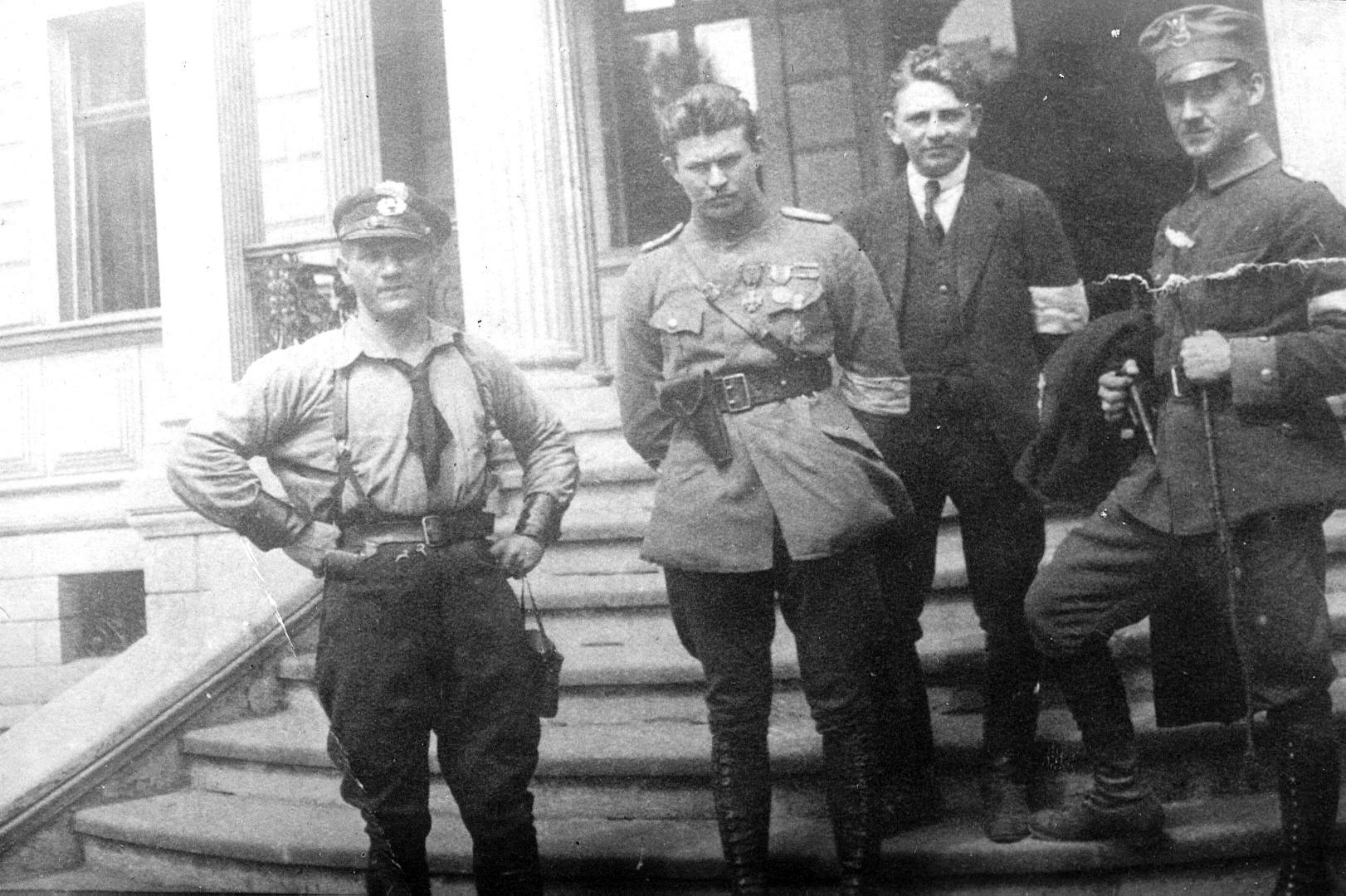
Kpt. Robert Oszek, mjr Jan Józef Ludyga-Laskowski, Jan Emil Stanek, kpt. Jan Keller przed pałacem w Sławięcicach – siedzibą dowództwa I Dywizji Powstańczej

Sławięcice były miejscem zaciętych walk w okresie III powstania śląskiego. Linię kolejową Kędzierzyn-Sławięcice patrolował jeden z powstańczych pociągów pancernych. 4 maja 1921 r. wieczorem szturmowy baon tarnogórski Romana Koźlika i dwubatalionowe ugrupowanie Seweryna Jędrysika (Podgrupa „Harden”) opanowały Sławięcice. W tym dniu 150-osobowy pododdział powstańców pod dowództwem Karola Krzykały, po opanowaniu Miejsca Kozielskiego, Miedar-Blachowni i śluzy w Lanertowicach, obsadził ważną pod względem taktycznym stację kolejową w Sławięcicach. Powołano Komendę Placu z Filipem Pielą na czele, a komendantem dworca został Karol Krzykała. Ukonstytuowały się polskie władze gminne z miejscowym działaczem Krukiem na czele. Przejściowo w Sławięcicach mieściła się siedziba dowództwa I Dywizji Wojsk Powstańczych. 7 maja ze Sławięcic dokonały wypadów na pozycje niemieckie baony: kozielski ppor. Leonarda Krukowskiego z pułku katowickiego Walentego Fojkisa i katowicki Franciszka Sitka z zabrskiego pułku Pawła Cymsa (Grupa „Wschód”). 4 czerwca po południu Sławięcice zostały zdobyte przez niemieckie oddziały prawoskrzydłowego zgrupowania brygady płk. hr. von. Magnisa (Gruppe „Süd”). Wycofujący się powstańcy wysadzili 3 mosty na Kłodnicy i Młynówce. Podjęta przez powstańców próba odbicia Sławięcic, pomimo skierowania tam 120-osobowego oddziału Szpili i pociągu pancernego „Ludyga”, nie powiodła się.
Powstańcy ze Sławięcic uczestniczyli w walkach pod Górą św. Anny, Kędzierzynem i Lenartowicami. 
W bitwach o Sławięcice i na innych odcinkach frontu polegli, zmarli od ran lub zostali rozstrzelani: Jan Szendzielorz (zginął 6 maja w Lenartowicach), Konstanty Przybyła (zginął 8 maja w Kędzierzynie), Karol Noczyński (ranny podczas walk, zmarł w sławięcickim szpitalu w maju), Cholewa, Roman Fuchs (zastrzelony podczas wkraczania Niemców do Sławięcic 4 czerwca), Filip Piela (komendant placu w Sławięcicach, zastrzelony przez Niemców 4 czerwca), Stanisław Strużyna (jako „polski agitator” rozstrzelany przez Selbstschutz 4 czerwca), Franciszek Mośko z Miejsca (zastrzelony z zemsty przez byłego więźnia członka Selbstschutzu 13 czerwca), Paweł Burzan z Miedarskiej Huty (za udział w powstaniu rozstrzelany przez Niemców 21 czerwca).
Zdobycie Sławięcic Niemcy okupili ciężkimi stratami (kilkudziesięciu poległych i wielu rannych). W odwet, po wkroczeniu do Sławięcic, Selbstschutz Oberschlesien rozstrzelał tu 11 wziętych do niewoli powstańców, a część jeńców wywieziono do więzień w Leśnicy i Krapkowicach. 
W miejscowych dobrach księcia Hohenlohego powstała po zakończeniu walk bojówka Stahlhelmu terroryzująca ludność polską.
W lipcu 1922 powiat kozielski został oficjalnie ponownie przekazany administracji niemieckiej.

### III Rzesza

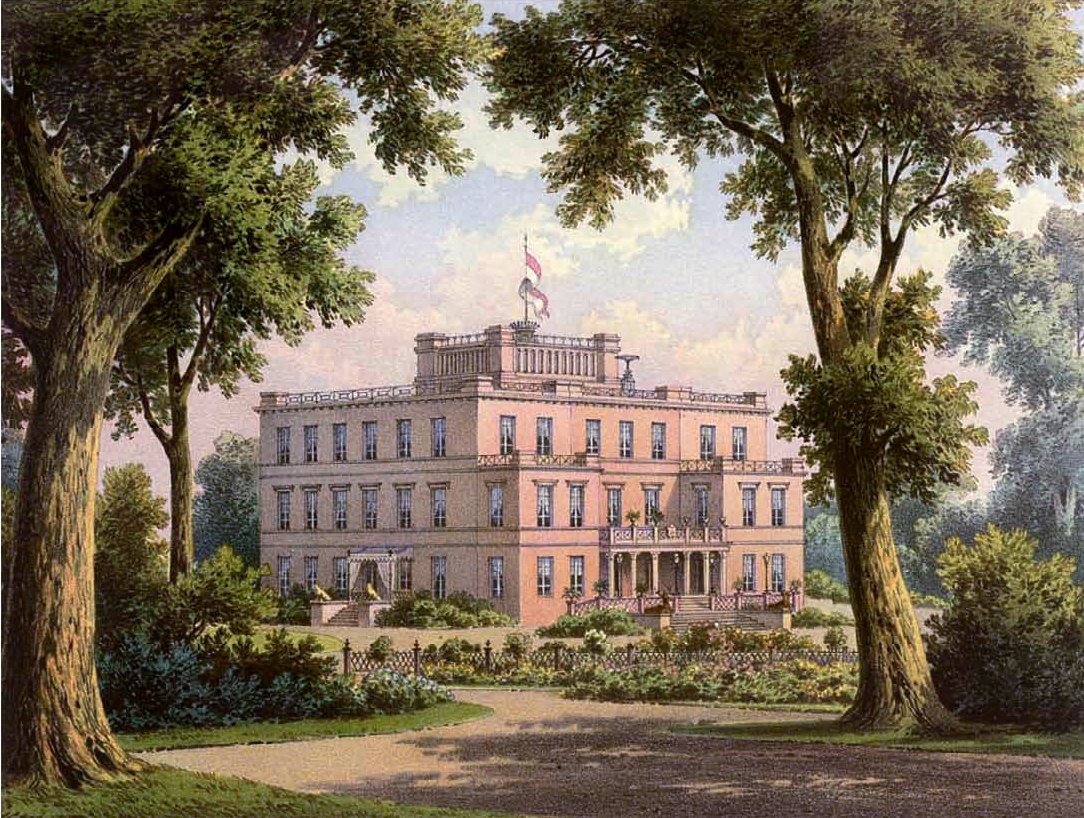
Pałac w Sławęcicach około 1860, Edition by Alexander Duncker

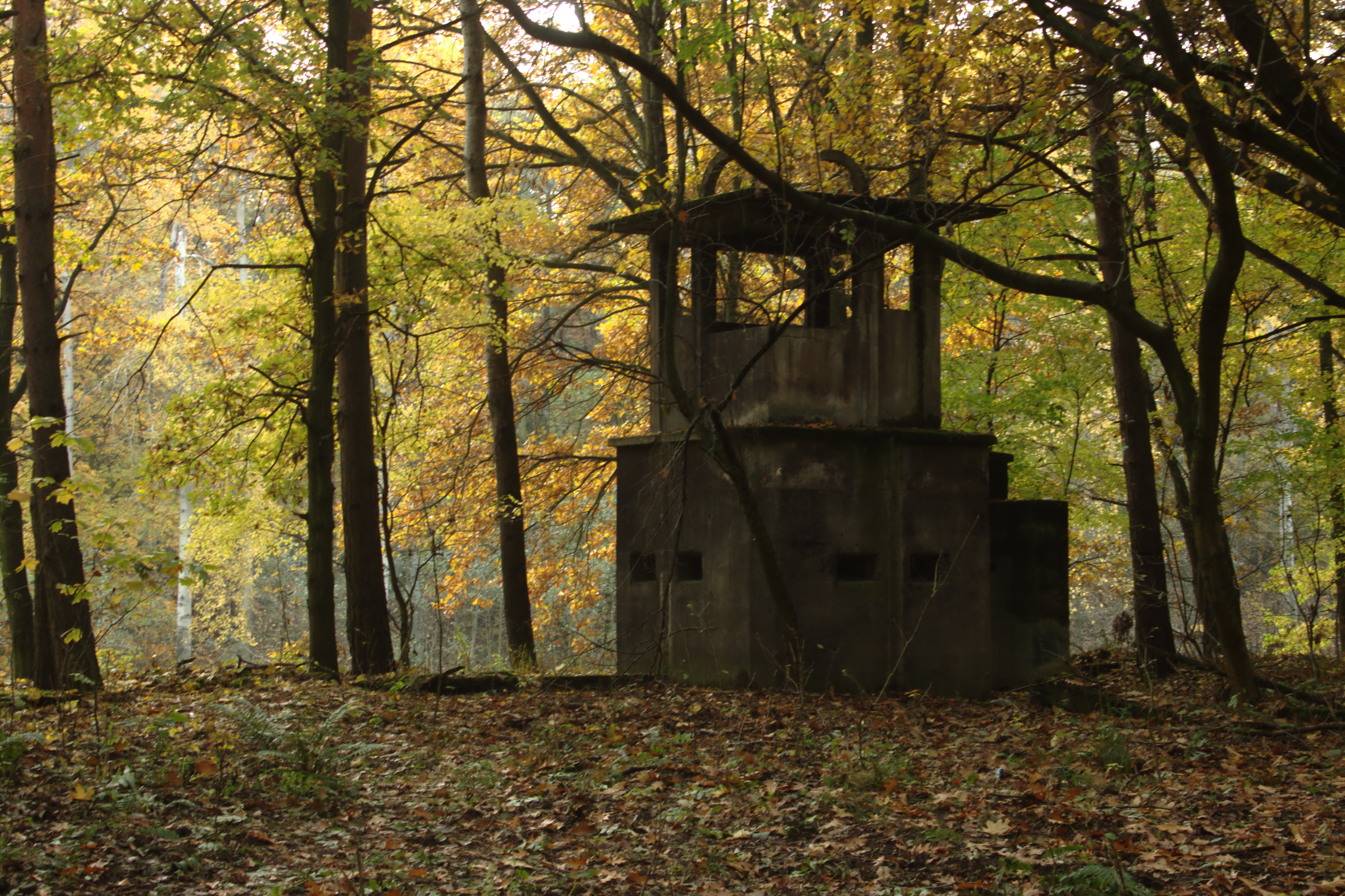
Były obóz koncentracyjny w Sławęcicach.

W latach 1933–1937 naziści przeprowadzili na Śląsku Opolskim kampanię zmian nazw geograficznych pochodzenia słowiańskiego. Z tego powodu w 1936 historyczną nazwę Slawentzitz zmieniły na Ehrenforst.
W ramach rozpoczętej przez nazistów walki z bezrobociem podjęto budowę Kanału Gliwickiego (lata 1934–1938), który połączył Gliwice z Koźlem-Port.
Przygotowując się do kampanii wrześniowej 1939 przeciwko Polsce, 24 sierpnia 1939 roku w Sławięcicach ulokowano oddziały wyznaczone do przeprowadzenia pozorowanego ataku w Hochlinden. Oddziały zostały przetransportowane z Bernau, a uczestnicy akcji zostali ulokowani w jednej z wiejskich gospód — Gasthof Bielitzer przy Hauptstrasse. Grupa operacyjna SS, przeprowadziła atak w nocy z 31 sierpnia na 1 września 1939. Dawna gospoda Bielitzera z 1939 roku nie zachowała się
.
Na potrzeby budowy zakładów chemicznych i utrzymania produkcji rozpoczęto w 1940 tworzenie rozległej sieci różnego rodzaju obozów, położonych w pasie od Blachowni przez Kędzierzyn i Azoty do Bierawy. Skoncentrowano tutaj około 35 tys. ludzi uwięzionych w różnych obozach.
Niemcy utworzyli w Sławięcicach kilka różnych obozów:
- międzynarodowy obóz dla jeńców wojennych;
- obóz pracy przymusowej, przeznaczony głównie dla Polaków (tzw. Polenlager);
- filię obozu koncentracyjnego Auschwitz-Birkenau w Sławięcicach (około 4 tys. więźniów)[26];
- Obóz pracy przymusowej dla kobiet różnych narodowości (w większości Polek, Żydówek i Rosjanek).

Obóz, początkowo mogący pomieścić 8000 ludzi, mimo wielkiej śmiertelności osadzonych w nim więźniów, w 1943 osiągnął stan 50 000 uwięzionych. W obozie przeprowadzano wiele masowych egzekucji, m.in. w styczniu 1945 zamordowano 1 500 Żydów. Do kwietnia obóz zarządzany był przez niemiecki Wehrmacht, następnie Gestapo i SS. W styczniu 1945 obóz wyzwolili sowieci. Niemiecka załoga zdążyła go częściowo ewakuować, rozstrzeliwując pozostałych jeńców i więźniów na miejscu.

### W Polsce Ludowej
W dniach 23/24 stycznia 1945 Armia Czerwona zajęła Sławięcice. Zespół parkowo-pałacowy został w czasie walk poważnie uszkodzony, a w roku 1948 ruina spłonęła i została rozebrana. 21 marca 1945 rozpoczęło się przejmowanie od Armii Czerwonej obiektów gospodarczych w powiecie kozielskim.
Na początku 1946 w Sławięcicach mieszkało 1228 osób.
| Ludność miejscowości według spisu powszechnego | 1950  | 1960  | 1970  |
| ---------------------------------------------- | ----- | ----- | ----- |
| Sławięcice                                     | 2.648 | 2.824 | 3.600 |

25 września 1954 reforma podziału administracyjnego powołała na terenie powiatu kozielskiego 30 gromad, w tym Gromada Sławięcic.
W listopadzie 1959 Sławięcice otrzymały status osiedla.
1 stycznia 1973 Sławięcice uzyskały prawa miejskie.
15 października 1975 nastąpiło połączenie miast Koźla, Kędzierzyna, Kłodnicy i Sławięcice oraz 3 wsi (Lenartowic, Miejsca Kłodnickiego i Cisowej) – początek dzisiejszego miasta Kędzierzyn-Koźle.

## Zabytki

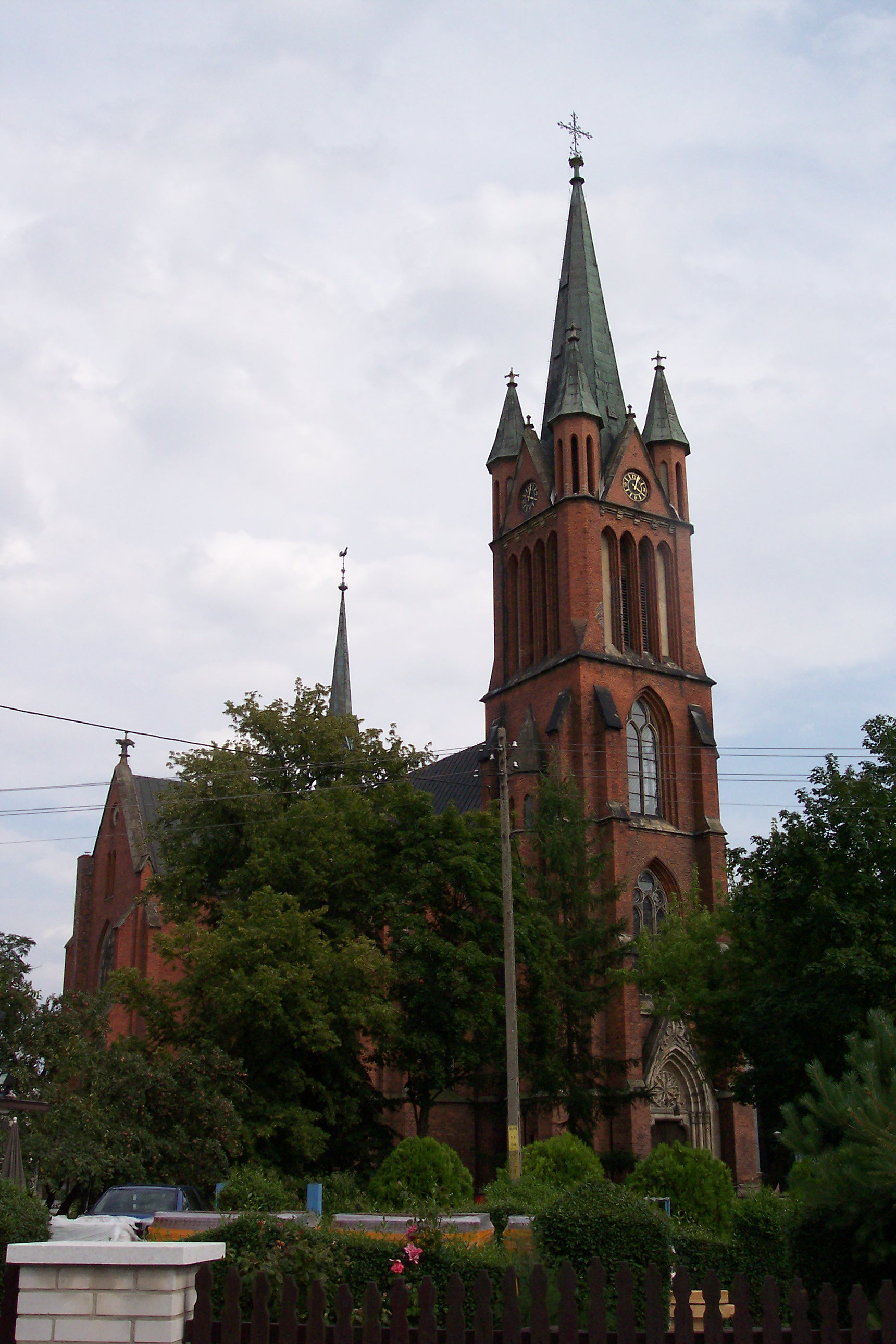
Kościół pw. św. Katarzyny Aleksandryjskiej.

Do wojewódzkiego rejestru zabytków wpisane są:
- kościół parafialny pod wezwaniem św. Katarzyny, z lat 1864–1869, według projektu architekta Friedricha von Schmidta, ul. Staszica, wypisany z księgi rejestru
- zespół plebanii przy kościele św. Katarzyny, ul. Staszica 1, z XIX w.: plebania, budynek gospodarczy, altana w ogrodzie (przeniesiona do Muzeum Wsi Opolskiej)
- zespół pałacowy, pozostałości z XVIII w.-XIX w.,
  - park; jeden z największych woj. opolskiego:
    - barokowy pawilon ogrodowy – belweder, z 1802 r.,
    - późnoklasycystyczny dom ogrodnika, z 1830 r.,
    - mogiła zbiorowa powstańców śląskich, z 1921 r.
- zespół szpitala im. Roberta Kocha, ul. Orkana 14, z l. 1880–1884: budynek mieszkalno-biurowy – pawilon „A” z łącznikiem, budynek administracyjno-pomocniczy – pawilon „B” z łącznikiem, budynek szpitalny – pawilon „C”, budynek mieszkalno-gospodarczy – pawilon „D”, z 1925 r., dwie leżakownie, drewniane, zieleń parkowa, ogrodzenie, murowane z bramami
- dom, ul. Sadowa 95, z 1830 r., nie istnieje
- elektrownia wodna, ob. dom mieszkalno-przemysłowy, ul. Puszkina 1, z poł. XIX w.
- krematorium, znajduje się na placu apelowym, na terenie dawnego obozu koncentracyjnego, poza rejestrem: pomnik ku czci pomordowanym, w otaczającym lesie – liczne pozostałości wież strzelniczych i bram wjazdowych.

## Transport

### Układ drogowy
Przez osiedle Sławięcice przebiega droga krajowa nr 40 i droga wojewódzka 426.

### Komunikacja miejska
Miejski Zakład Komunikacyjny w Kędzierzynie-Koźlu posiada w dzielnicy Sławięcice 8 przystanków autobusowych: Sławięcice Las I, CeWe Color – Fotojoker, DPS, Hermes, Technikum, Sławięcice Bar „Danka”, Batorego, Leśniczówka.
Kursują tutaj autobusy dwóch linii: 5 oraz 9.

### Kolej
Stacja kolejowa Sławięcice.

## Kultura
Filia nr 8 (ul. St. Batorego 32) Miejskiej Biblioteki Publicznej w Kędzierzynie-Koźlu.

## Edukacja
- Publiczna Szkoła Podstawowa nr 16 imienia Jana Pawła II[30], ul. Sławięcicka 96
- Publiczne Gimnazjum nr 9, ul. Sławięcicka 96
- Zespół Szkół nr 3 z Publicznym Gimnazjum nr 8, ul. Sławięcicka 79
- Uniwersytet Ekonomiczny we Wrocławiu Wydział Gospodarki Narodowej, zaoczne studia magisterskie, ul. Sławięcicka 79[potrzebny przypis]

## Religia
- Rzymskokatolicka Parafia św. Katarzyny, ul. Staszica

## Sport
- Stadion sportowo-rekreacyjny (ul. Sadowa) – wykorzystywany do szkolenia i rozgrywek w piłce nożnej oraz do organizacji imprez sportowych, rekreacyjnych, kulturalnych i innych.

## Galeria

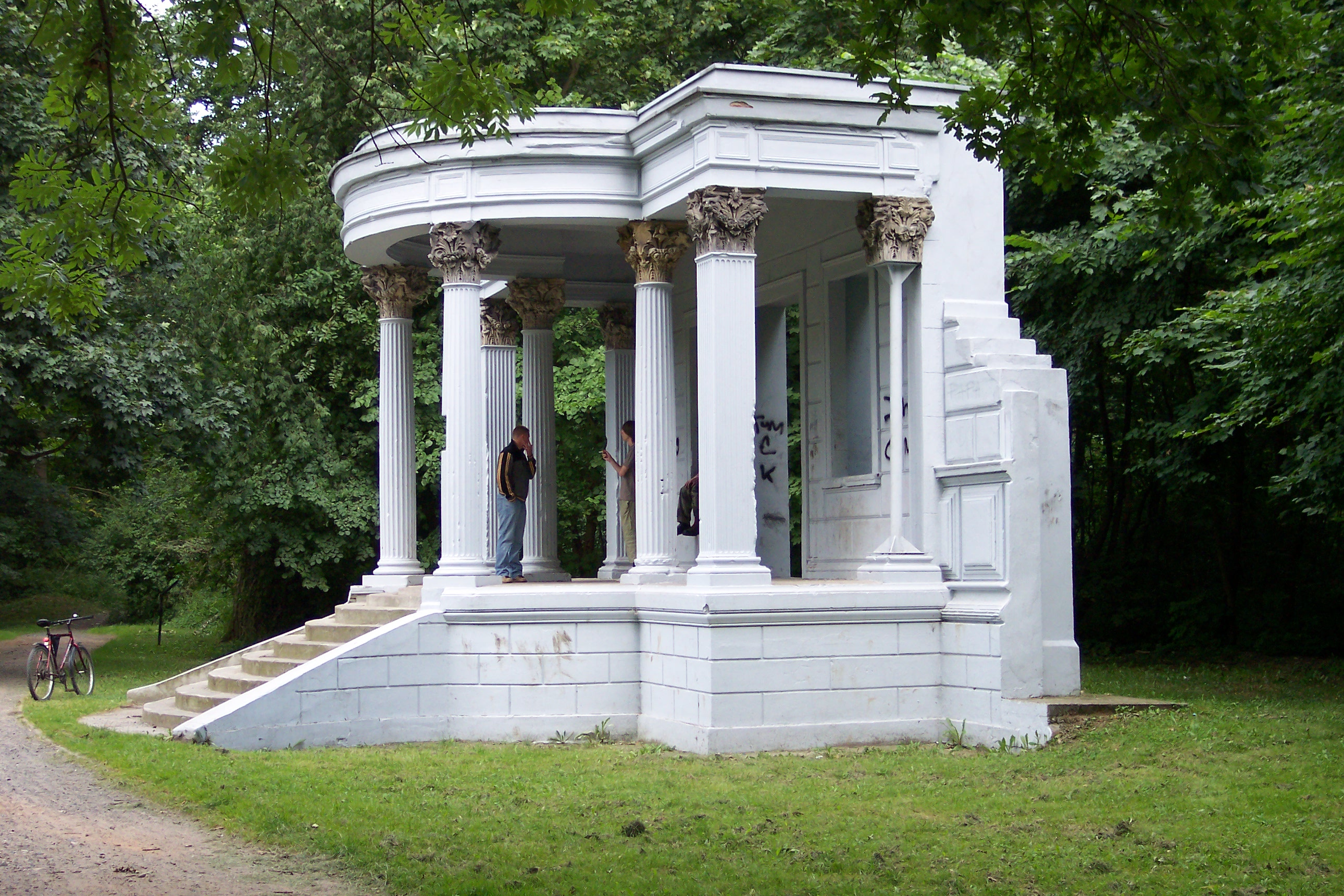
Pozostałość po pałacu
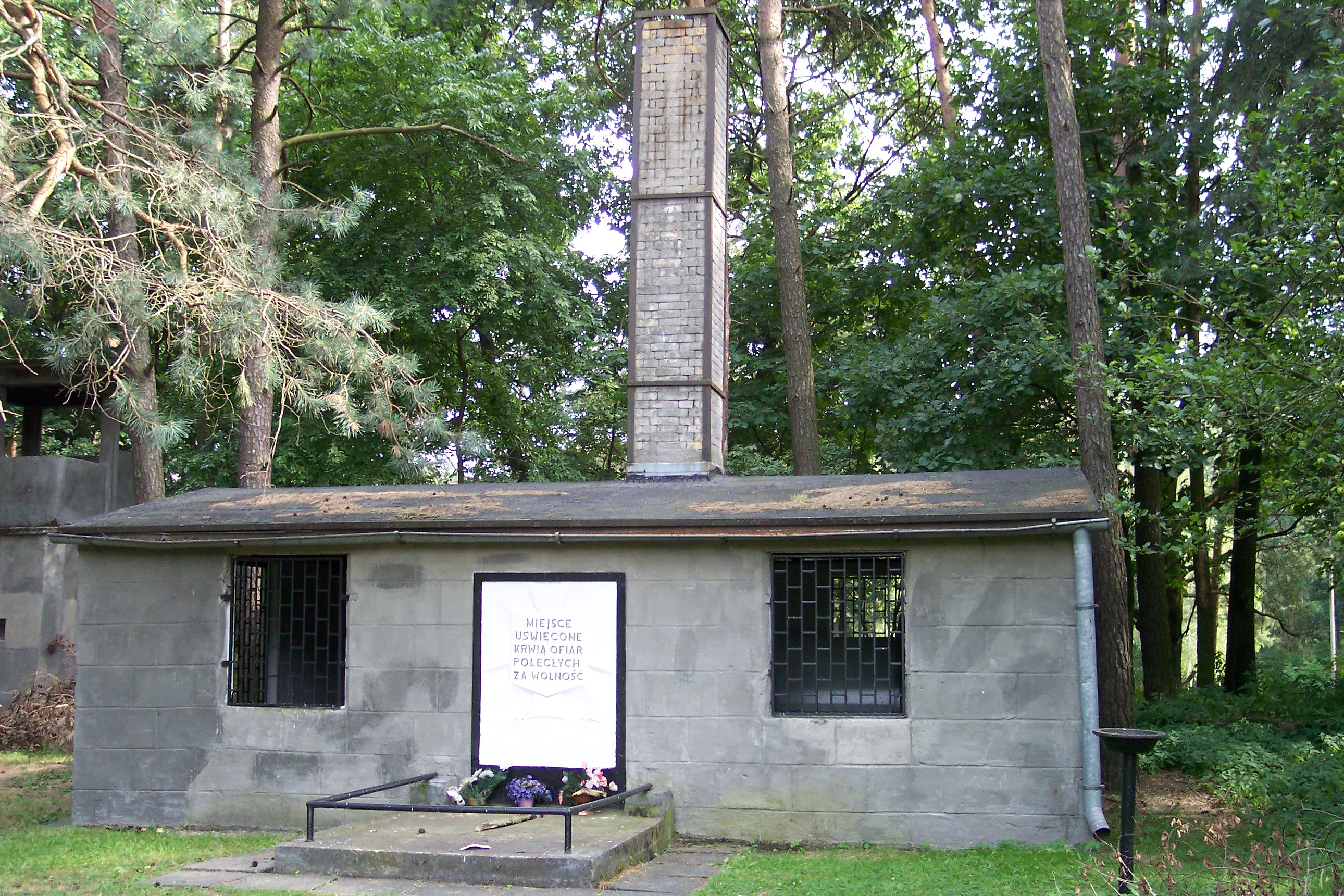
Krematorium
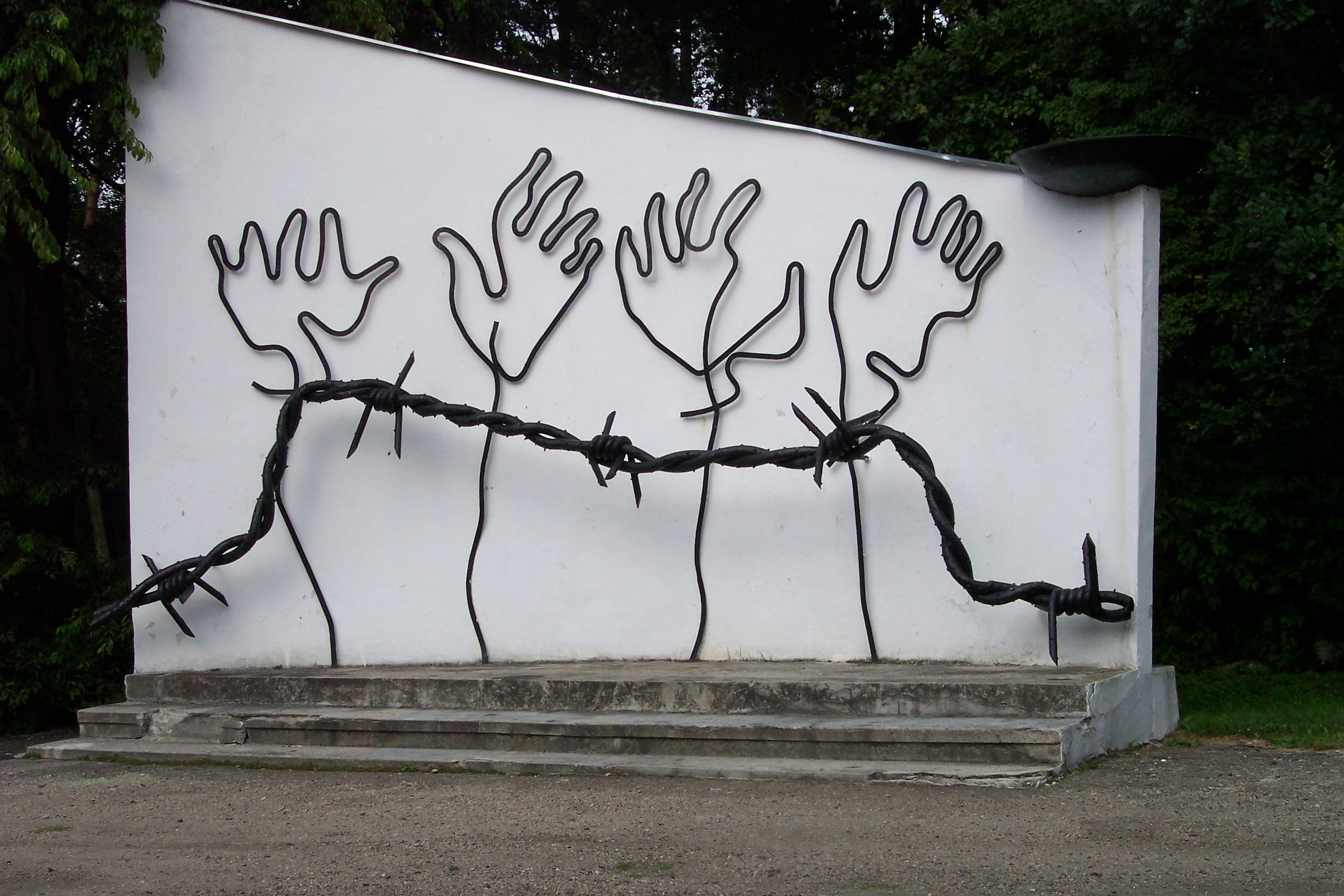
Pomnik ofiar byłego obozu pracy
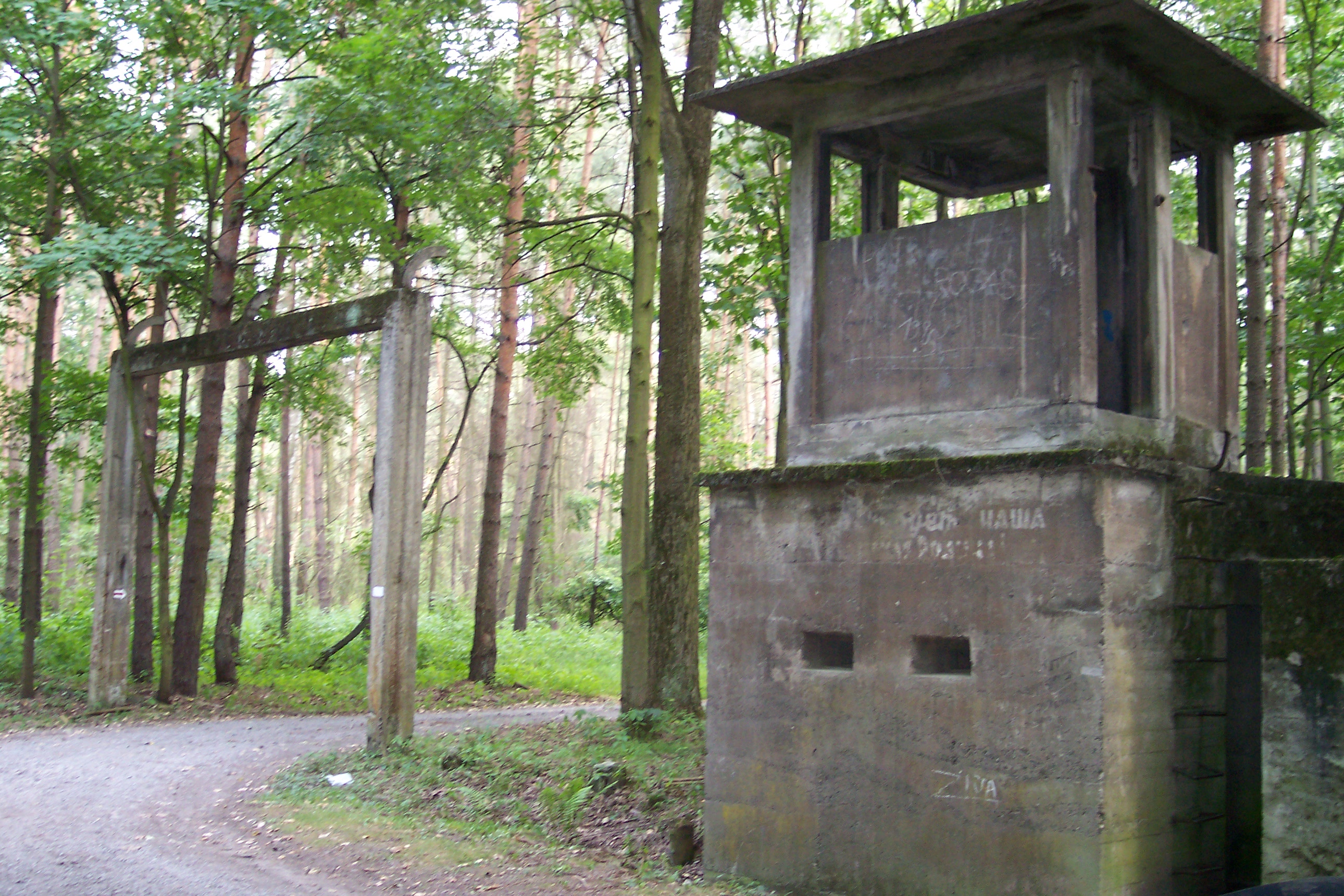
Brama wjazdowa do byłego obozu pracy

## Władze miasta
Naczelnik miasta:
- Julian Wieczorek

Dalej patrz Kędzierzyn-Koźle.